# Bogusław Gawlik
Bogusław Antoni Gawlik (ur. 9 maja 1942, zm. 15 lipca 2023 w Krakowie) – polski prawnik, profesor nauk prawnych, sędzia w stanie spoczynku, członek Komisji Prawniczej Polskiej Akademii Umiejętności.

## Życiorys
Syn Tadeusza i Marii. Ukończył studia na Wydziale Prawa i Administracji Uniwersytetu Jagiellońskiego. W 1974 uzyskał stopień doktora nauk prawnych, w 1978 stopień doktora habilitowanego, a następnie w 1996 tytuł profesora. Od października 1990 do maja 2007 był sędzią Sądu Apelacyjnego w Krakowie. Pełnił funkcję Kierownika Katedry Prawa Cywilnego Uniwersytetu Jagiellońskiego.

## Odznaczenia
- Krzyż Kawalerski Orderu Odrodzenia Polski – 2023 (pośmiertnie)[5]

## Wybrane prace naukowe
- Pojęcie umowy nienazwanej, „Studia cywilistyczne” 1971, t. XVIII.
- Procedura zawierania umowy na tle ogólnych przepisów prawa cywilnego (art. 66-72 k.c.), 1977.
- System Prawa Cywilnego, t. I, 1985 (współautor).
- Doksy i paradoksy Sądu Najwyższego, czyli jak uwzględnić kasację, a zarazem uznać ją za niedopuszczalną, „Transformacje Prawa Prywatnego” 2000, z. 3.